# Sant German de la Prada
Sant German de la Prada (francès: Saint-Germain-Laprade) és un municipi francès del departament de l'Alt Loira, a la regió d'Alvèrnia-Roine-Alps.

## Geografia
El municipi de Sant German de la Prada s'estén per 2.811 hectàrees prop del massís del Meygal fins a les portes de Le Puy-en-Velay . En comparació amb altres ciutats, es troba a 9 km de Puy-en-Velay, a 75 km de Saint-Étienne i a 132 km de Clermont-Ferrand. La seva altitud mitjana és d'uns 677 metres (altitud mínima 601 metres - altitud màxima 920 metres).
L’abadia de Doue, a dos quilòmetres de distància, situada al cim de la muntanya homònima, va tenir un paper important en la vida local.

## Població
La població del municipi és relativament jove, amb una lleugera tendència a l’envelliment de la piràmide d’edat respecte la dècada anterior. Té una població de 3.666 habitants (2019), amb un 33,3% menors de trenta anys, 41,7% entre 30 i 60 anys i 25% de més de seixanta anys. La densitat de població és de 130,5 habitants per km².

## Divisió territorial
El municipi de Saint-Germain-Laprade és membre de la Comunitat d'aglomeració Puy-en-Velay, una institució pública de cooperació intermunicipal amb fiscalitat pròpia creada el 26 de desembre de 2016, la seu de la qual es troba a Le Puy-en-Velay. Aquest últim també és membre d'altres grups intermunicipals.